# Компликација (медицина)
Компликација, у медицини, је неповољан развој или последица болести, здравствено стање или терапија. Болест може да се погорша у погледу њене јачине, или се може испољити повећан број знакова, симптома или нових патолошких промена. Она се може проширити на цело тело или утицати на друге системе органа. Нова болест се исто тако може појавити као компликација претходно постојеће болести. Медицински третман, као што су лекови или операције могу да произведу непожељне ефекте или да створе нове здравствене проблеме. Стога компликација може да буде јатрогена (тј. дословно узрокована акцијом лекара).
Медицинско знање о болести, поступку или лечењу обично садржи листу најчешћих компликација, тако да се оне могу предвидети, спречити, или лакше и брже препознати.
У зависности од степена рањивости, подложности, узраста, здравственог статуса, стања имунског система, etc. до компликација може лакше доћи. Компликације негативно утичу на прогнозу болести. Неинванзивне и минимално инвазивне медицинске процедуре обично имају мањи број компликација у поређењу са инвазивним захватима.
Поремећаји који су истовремени али нису узроковани једни другима се називају коморбидитетима. Ова концептуална линија раздвајања је понекад замагљена сложеношћу узрочности или недостатком дефинитивних информација о томе. Термини наставак болести и компликација су често синонимни, мада је компликација превасходно конотација на резултантно стање које компликује контролу над узрочним околностима (чини их комплекснијим и изазовнијим). Наставак болест у ужем смислу је преостали ефекат након акутне фазе болести или повреде. Они се могу појавити након више недеља или месеци од узрочне повреде или болести. На пример, ожиљак након опекотине или дисфагија заостала после можданог удара, могу се сматрати наставком болести.
Компликација је нежељени догађај који се јавља због лечења или хируршке процедуре. Примери компликација се крварења након операције, главобоља након лумбалне пункције или нежељене реакције на лекове.